# Extra omnes
Extra omnes («все вон») — латинская формула, которую возвещает Папский Обер-церемониймейстер на Конклаве, в Сикстинской капелле. Обозначает, что все должны покинуть капеллу, где могут остаться только кардиналы и конклависты. После этой фразы дверь в капеллу закрывается и замуровывается и начинается Конклав.

## Прелаты, объявлявшие Extra omnes на Конклавах
- Конклав 1958 года — монсеньор Энрико Данте;
- Конклав 1963 года — монсеньор Энрико Данте;
- Конклав 1978 года (август) — монсеньор Вирджилио Ноэ;
- Конклав 1978 года (октябрь) — монсеньор Вирджилио Ноэ;
- Конклав 2005 года — архиепископ Пьеро Марини;
- Конклав 2013 года — монсеньор Гвидо Марини;
- Конклав 2025 года — архиепископ Диего Равелли.